# Иванов, Иван Фёдорович
Иван Фёдорович Иванов (28 мая 1924, Стецовка — 9 ноября 1950, Алтайский край) — советский военнослужащий, участник Великой Отечественной войны, полный кавалер ордена Славы, командир минометного отделения 975-го стрелкового полка 270-й стрелковой дивизии старший сержант — на момент представления к награждению орденом Славы 1-й степени.

## Биография
Родился 28 мая 1924 года в селе Стецовка Чигиринского района Черкасской области. С 1925 года жил в селе Ромны Табунского района Алтайского края. Окончил 7 классов, учился в педагогическом училище в городе Славгород.
В июле 1942 года был призван в Красную Армию Кулундинским райвоенкоматом. На фронт попал только в июле 1944 года. В том же году был принят в ВКП. Миномётчик Иванов воевал на 2-м Прибалтийском фронте, участвовал в боях за освобождение Прибалтики.
24 августа 1944 года при отражении контратак у местечка Кроуляй командир минометного отделения сержант Иванов огнём из миномета поразил 2 расчета противотанковых ружей, пулемет и группу пехотинцев врага. Приказом по частям 270-й стрелковой дивизии от 31 августа 1944 года сержант Иванов Иван Фёдорович награждён орденом Славы 3-й степени.
5 октября 1944 года в боях при прорыве обороны противника у населенного пункта Грибишки старший сержант Иванов заменил раненого наводчика и точным огнём вывел из строя 2 пулемета и до взвода вражеских солдат. Был представлен к награждению орденом Славы 2-й степени.
Через несколько дней, уже в боях на территории Латвии, минометчик вновь отличился. 16 — 17 октября 1944 года при прорыве обороны противника близ населенного пункта Карэти минометный расчет под командованием Иванова подавил 2 пулемета, истребил около взвода вражеских солдат. Приказом по войскам 6-й гвардейской армии от 19 октября 1944 года старший сержант Иванов Иван Фёдорович награждён орденом Славы 2-й степени.
Указом Президиума Верховного Совета СССР от 24 марта 1945 года за исключительное мужество, отвагу и бесстрашие, проявленные на заключительном этапе Великой Отечественной войны в боях с вражескими захватчиками гвардии старшина Иванов Иван Фёдорович награждён орденом Славы 1-й степени. Стал полным кавалером ордена Славы.
После войны остался в армии. Стал офицером. В 1947 году младший лейтенант Иванов был уволен в запас.
Вернулся на Алтай. Жил в селе Ромны Табунского района Алтайского края. Работал помощником председателя Новокиевской кооперации. Погиб в автомобильной катастрофе 9 ноября 1950 года.
Награждён орденами Славы 3-х степеней, медалями, в том числе медалью «За отвагу».
В местном мемориале на Аллее Героев установлен его бюст. Имя увековечено на Мемориале Славы в городе Барнауле.